# Kazuki Hara
Kazuki Hara (japanisch 原 一樹 Hara Kazuki; * 5. Januar 1985 in der Präfektur Chiba) ist ein japanischer Fußballspieler.

## Karriere
Hara erlernte das Fußballspielen in der Universitätsmannschaft der Komazawa-Universität. Seinen ersten Vertrag unterschrieb er 2007 bei Shimizu S-Pulse. Der Verein spielte in der höchsten Liga des Landes, der J1 League. 2008 erreichte er das Finale des J.League Cup. 2010 erreichte er das Finale des Kaiserpokal. Für den Verein absolvierte er 62 Erstligaspiele. 2011 wechselte er zum Ligakonkurrenten Urawa Reds. 2011 erreichte er das Finale des J.League Cup. Für den Verein absolvierte er 10 Erstligaspiele. 2012 wechselte er zum Zweitligisten Kyoto Sanga FC. Für den Verein absolvierte er 53 Ligaspiele. 2014 wechselte er zum Ligakonkurrenten Giravanz Kitakyushu. Für den Verein absolvierte er 116 Ligaspiele. 2017 wechselte er zum Ligakonkurrenten Kamatamare Sanuki. Für den Verein absolvierte er 66 Ligaspiele. 2019 wechselte er zum Drittligisten Roasso Kumamoto. Für den Verein absolvierte er 20 Ligaspiele.

## Erfolge
Shimizu S-Pulse
- J.League Cup

Finalist: 2008
- Kaiserpokal

Finalist: 2010
Urawa Reds
- J.League Cup

Finalist: 2011